# Pedro de Avendaño
Pedro de Avendaño (1529 - 18 de junio de 1561) fue un capitán español, quien  llegó a Chile con el grupo de García Hurtado de Mendoza en 1557. Se distinguió en la batalla de Millarapue.
Hijo de Martín Ruiz e Isabel de Velasco y hermano de Miguel de Velasco y Avendaño. Sirvió más adelante en la guarnición de Cañete, bajo el mando de su corregidor  Alonso de Reynoso. Reynoso encontró casualmente a un indio que traicionó la localización del fugitivo toqui mapuche Caupolicán. Avendaño, con 50 hombres y el indio traidor como guía, marchó en clima tempestuoso por las montañas a Pilmaiquén y capturó a Caupolicán, que planeaba una nueva contraofensiva contra los españoles, cerca del moderno Antihuala, el 5 de febrero de 1558. Trajo al toqui de nuevo a Cañete, donde lo ejecutó al parecer por empalamiento, por orden del Corregidor Reynoso. Le fue dada una encomienda en Purén, donde el maltrato a los naturales a su cargo era conocido entre los mapuches. 
Durante el período de Francisco de Villagra como Gobernador posterior a la salida de García Hurtado de Mendoza, en junio de 1561, Avendaño y dos otros españoles, Enrique de Flandes y Pedro Paguete, fueron emboscados por sus propios indios, muertos y sus cabezas tomadas por un grupo de mapuches bajo Guenupilqui cerca de Purén. Enrique de Flandes y Pedro Pagúete eran los otros dos españoles. Noticias de esta matanza y la exhibición de las cabezas accionaron la segunda gran rebelión mapuche en la guerra de Arauco.